# 15500 Anantpatel
15500 Anantpatel eller 1999 FO26 är en asteroid i huvudbältet som upptäcktes den 19 mars 1999 av LINEAR i Socorro County, New Mexico. Den är uppkallad efter Anant Ramesh Patel.
Asteroiden har en diameter på ungefär 3 kilometer.